# 四面体 (期刊)
《四面体》（Tetrahedron）是一本登载有关有机化学的原创研究论文的期刊。该期刊的影响因子为2.641（2014年） 。该期刊上的很多篇文章都已经得到多次引用，根据Web of Science2008年的统计，有七篇发表在该期刊上的文章引用次数超过1000次。